# Barbizonska šola
Barbizonska šola je bila del umetniškega gibanja proti realizmu v umetnosti, ki je nastal v kontekstu prevladujočega takratnega romantičnega gibanja. Barbizonska šola je delovala približno od leta 1830 do 1870. Ime je dobila po vasi Barbizon v Franciji blizu Fontainebleauškega gozda, kjer se je zbralo veliko umetnikov. Nekatere najpomembnejše značilnosti te šole so njene odtenki svetlobe, barva, ohlapnost čopiča in mehkoba oblike. 

## Zgodovina
Leta 1824 je Salon de Paris razstavil dela Johna Constableja, angleškega slikarja. Njegovi podeželski prizori so vplivali na nekatere mlajše umetnike tistega časa in jih spodbudili k temu, da so opustili formalizem in črpali navdih neposredno iz narave. Naravni prizori so postali dramatični dogodki in niso več zgolj ozadje dramatičnih dogodkov. Med revolucijo leta 1848 so se v Barbizonu zbrali umetniki, da bi sledili Constaljevim idejam in narava je postala predmet njihovih slik. Francoska pokrajina je postala glavna tema barbizonskih slikarjev. 
Voditelji Barbizonske šole so bili Théodore Rousseau, Jean-François Millet in Charles-François Daubigny, med drugimi člani so bili še Jules Dupré, Constant Troyon, Charles Jacque, Narcisse Virgilio Díaz de la Peña, Pierre Emmanuel Damoye, Charles Olivier de Penne, Henri Harpignies, Paul-Emmanuel Péraire, Gabriel-Hippolyte Lebas, Albert Charpin, Félix Ziem, François-Louis Franleis van Marcke in Alexandre Defaux.
Millet je idejo razširil iz krajine na figure - kmečke figure, prizore kmečkega življenja in dela na poljih. V sliki Paberkovalke (The Gleaners) (1857) Millet na primer prikazuje tri kmečke ženske, ki delajo pri pobiranju krompirja. Pobiralci so revni ljudje, ki jim je dovoljeno nabiranje ostankov, potem ko lastniki polja dokončajo glavno letino. Lastniki (prikazani kot premožni) in njihovi delavci so vidni v ozadju slike. Millet je fokus in vsebino preusmeril od bogatih in vidnih na tiste na dnu družbenih lestvic. Da bi poudaril njihovo anonimnost in marginaliziran položaj, je skril njihove obraze. Ženska sklonjena telesa predstavljajo njihovo vsakdanje težko delo.
Spomladi 1829 je Jean-Baptiste-Camille Corot prišel v Barbizon, da bi slikal v Fontainebleauškem gozdu. Prvič je slikal v gozdu v Chaillyju leta 1822. V Barbizon se je vrnil jeseni 1830 in poleti 1831, kjer je risal risbe in oljne študije, iz katerih je naredil sliko, ki je bila namenjena Salonu 1830 Pogled na Fontainebleauški gozd (zdaj v Narodni galeriji v Washingtonu) in za salon 1831 še en Pogled na Fontainebleauški gozd . Medtem je tam srečal člane barbizonske šole Théodorja Rousseauja, Paula Hueta, Constanta Troyona, Jean-Françoisa Milleta in mladega Charles-Françoisa Daubignyja. 
Barbizonski slikarji so v poznih 1860-ih pritegnili pozornost mlajše generacije francoskih umetnikov, ki so študirali v Parizu. Več teh umetnikov je obiskalo Fontainebleauški gozd, da bi slikali krajino, med njimi Claude Monet, Pierre-Auguste Renoir, Alfred Sisley in Frédéric Bazille.  V 1870-ih so ti umetniki med drugim razvili umetniško gibanje, imenovano impresionizem in se ukvarjali s plenerističnim slikanjem.
V Barbizonu sta umrla in sta tu pokopana tako Théodore Rousseau (1867) kot Jean-François Millet (1875).

## Vpliv v Evropi
Ta umetnost je vplivala tudi na slikarje v drugih državah. Ob koncu 19. stoletja so mnogi umetniki v Pariz prišli iz Avstro-Ogrske, da bi preučevali nova gibanja. Madžarski slikar János Thorma je na primer v mladosti študiral v Parizu. Leta 1896 je bil eden od ustanoviteljev kolonije umetnikov Nagybánya v sedanji Baia Mare v Romuniji, ki je na Madžarsko prinesla impresionizem. Madžarska nacionalna galerija je leta 2013 odprla veliko retrospektivo njegovega dela z naslovom János Thorma, slikar madžarskega Barbizona, 8. februarja - 19. maja 2013, Madžarska nacionalna galerija. 

## Galerija
- Jean-Baptiste-Camille Corot, Pogled na Fontainebleauški gozd (1830)
- Théodore Rousseau, Barbizonska krajina, ca. 1850, Puškinov muzej, Moskva
- Charles-François Daubigny Vzhajajoča Luna v Barbizonu c. 1850-ih, Muzej lepih umetnosti, Gent
- Constant Troyon, Bredenje, 1852, Louvre
- Charles Jacque, Stari gozd c. 1860-ih, Brooklyn Museum
- Narcisse Virgilio Díaz, Fontainebleauški gozd, 1868, Dallas Museum of Art
- Jules Dupré, Stari hrast c. 1870, National Gallery of Art, Washington D.C.
- Henri Harpignies, Krajina z dvema figurama, c. 1870-ih, Museum Boijmans Van Beuningen, Rotterdam

## Sorodni umetniki
- Karl Bodmer
- Eugène Boudin
- Hippolyte Boulenger
- Gustave Courbet
- Antonio Fontanesi
- Nicolae Grigorescu
- Winckworth Allan Gay
- H. I. Marlatt
- Adolphe Joseph Thomas Monticelli
- László Paál

## Vir
- Catalogues des Collections des Musees de France. Ministère de la culture. (Catalogs of Collections of Museums of France. Ministry of Culture.)